# CJPC-DT
CJPC-DT est une station de télévision affiliée à Noovo à Rimouski, Québec, Canada, servant de station satellite de CFTF-DT à Rivière-du-Loup . Elle diffuse un signal numérique sur le canal UHF 27 à partir d'un émetteur de l'avenue de la Cathédrale (près de l'autoroute 20) à Rimouski.
Propriété de Télé Inter-Rives , ses studios situés sur la rue Saint Germain et l'avenue de la Cathédrale (près des rives du fleuve Saint-Laurent) à Rimouski. Cette station est également visible sur le canal 5 de Cogeco.
Cette station a été lancée en 1987.
La station a d'abord rediffusé le signal de CFJP-TV à Montréal . Le 1er juin 2007, le CRTC a approuvé une demande conjointe de TQS et de Télé Inter-Rives pour convertir la station TQS de Rimouski, CJPC-TV, d'un émetteur de CFJP Montréal à un émetteur de CFTF-TV à Rivière-du-Loup.
Dans le cadre de l'accord, un bureau de nouvelles serait construit à Rimouski et une quantité limitée de programmation locale serait ajoutée sur CJPC.

## Historique
CJPC est entré en ondes en 1987 en tant que ré-émetteur de CFJP-TV Montréal.
Le 1er juin 2007, le CRTC approuve une demande conjointe de TQS et Télé Inter-Rives afin de transférer la source de programmation à CFTF-TV de Rivière-du-Loup.